# Södermanlands runinskrifter 64
Södermanlands runinskrifter 64 är en nu försvunnen vikingatida runsten som funnits i Fågelö, Stora Malms socken och Katrineholms kommun. Stenen ska ha varit inmurad bredvid en källardörr i gården Fågelö. Stenen ska ha varit 2,25 meter hög och 75 centimeter bred. Troligen har stenen varit av gråsten.

## Inskriften
Translitterering av runraden:
[: kufi : auk : þurkisl : auk : uikilʀ --- · inkualr : þeiʀ : bruþr : lakþu : stain · þinsa : eftr : atil : faþur · sin : han uaʀ · miþa · bestr]
Normalisering till runsvenska:
Gufi ok Þorgisl ok Vikætill(?) [ok] Ingvaldr þæiʀ brøðr lagðu stæin þennsa æftiʀ Ætil, faður sinn. Hann vaʀ mæða bæztr.
Översättning till nusvenska:
Guve och Torgisl och Vikell [och] Ingvald, de bröderna lade denna sten efter Ätil, sin fader. Han var av män den bäste.